# David Bailie
Cet article possède un paronyme, voir David Baillie.
David Bailie, né le 4 décembre 1937 à Springs en Afrique du Sud et mort le 5, ou 6 mars 2021 est un acteur britannique de théâtre, télévision et cinéma.

## Biographie
David Bailie est né en 1937 en Afrique du Sud. Naturalisé britannique par la suite, il a commencé l'école au Swaziland et à 15 ans, il a déménagé avec sa famille en Rhodésie du Sud (actuel Zimbabwe) et, en 1960, il s'est installé en Angleterre où il a commencé une carrière d'acteur.
Dans les années 1960 et 1970, il a travaillé pour le National Théâtre et la Royal Shakespeare Company. À la télévision, il a joué Dask dans la série Doctor Who.
Bailie a fait une longue pause dans sa carrière d'acteur. Entre 1980 et 1989, il a dirigé une entreprise de fabrication de meubles. En 1990, il l'a fermée et est revenu au métier d'acteur. Au milieu des années 1990, il revient au cinéma dans le rôle de Skewer dans L'Île aux pirates (1995), puis joue un juge anglais dans Jeanne d'Arc (1999), et aussi l'ingénieur dans Gladiator (2000).
Il est plus particulièrement connu pour son rôle de Cotton dans les trois premiers films de la série Pirates des Caraïbes. Sa dernière apparition notable au cinéma date de 2018 dans The House that Jack Built de Lars von Trier.
Bailie a également travaillé comme photographe professionnel, le portrait et les paysages étant sa spécialité.

## Filmographie
- 1972 : Adam Smith (2 épisodes)
- 1973 : La Chair du diable
- 1974 : Son of Dracula
- 1975 : La Légende du loup-garou
- 1977 : Doctor Who, épisode « The Robots of Death »
- 1977 : Golden Rendezvous (en)
- 1995 : L'Île aux pirates
- 1999 : Jeanne d'Arc
- 2000 : Gladiator
- 2001 : Attila le Hun
- 2003 : Pirates des Caraïbes : La Malédiction du Black Pearl
- 2005 : Starfly
- 2006 : Pirates des Caraïbes : Le Secret du coffre maudit
- 2007 : Pirates des Caraïbes : Jusqu'au bout du monde
- 2012 : Sinbad (1 épisode)
- 2014 : October 1
- 2018 : The House that Jack Built